# Retro Studios
Retro Studios es una empresa desarrolladora de videojuegos con sede en Austin, Texas. La compañía fue fundada en octubre de 1998 por Jeff Spangenberg tras dejar Acclaim Entertainment, para formar una empresa que creara juegos exclusivamente para Nintendo. El estudio comenzó con cuatro proyectos para Nintendo GameCube que tuvieron un caótico e improductivo desarrollo. Sin embargo, el trabajo de Retro impresionó a Shigeru Miyamoto hasta el punto de sugerir que Retro creara un nuevo juego de la serie Metroid. Tras ello, los cuatro juegos en desarrollo fueron cancelados para centrarse en Metroid Prime, que fue lanzado para GameCube en 2002, el mismo año que Nintendo compró el estudio al adquirir la mayor parte de las acciones que tenía Spangenberg. Siendo ahora una desarrolladora first-party y una subsidiaria de Nintendo, Retro ha desarrollado desde entonces dos secuelas de Prime, Metroid Prime 2: Echoes y Metroid Prime 3: Corruption, la recopilación Metroid Prime: Trilogy además de que ha revivido otra saga de Nintendo con Donkey Kong Country Returns. El estudio también ha colaborado en el desarrollo de Metroid Prime Hunters y Mario Kart 7.

## Historia

### 1998–2002: Fundación yMetroid Prime

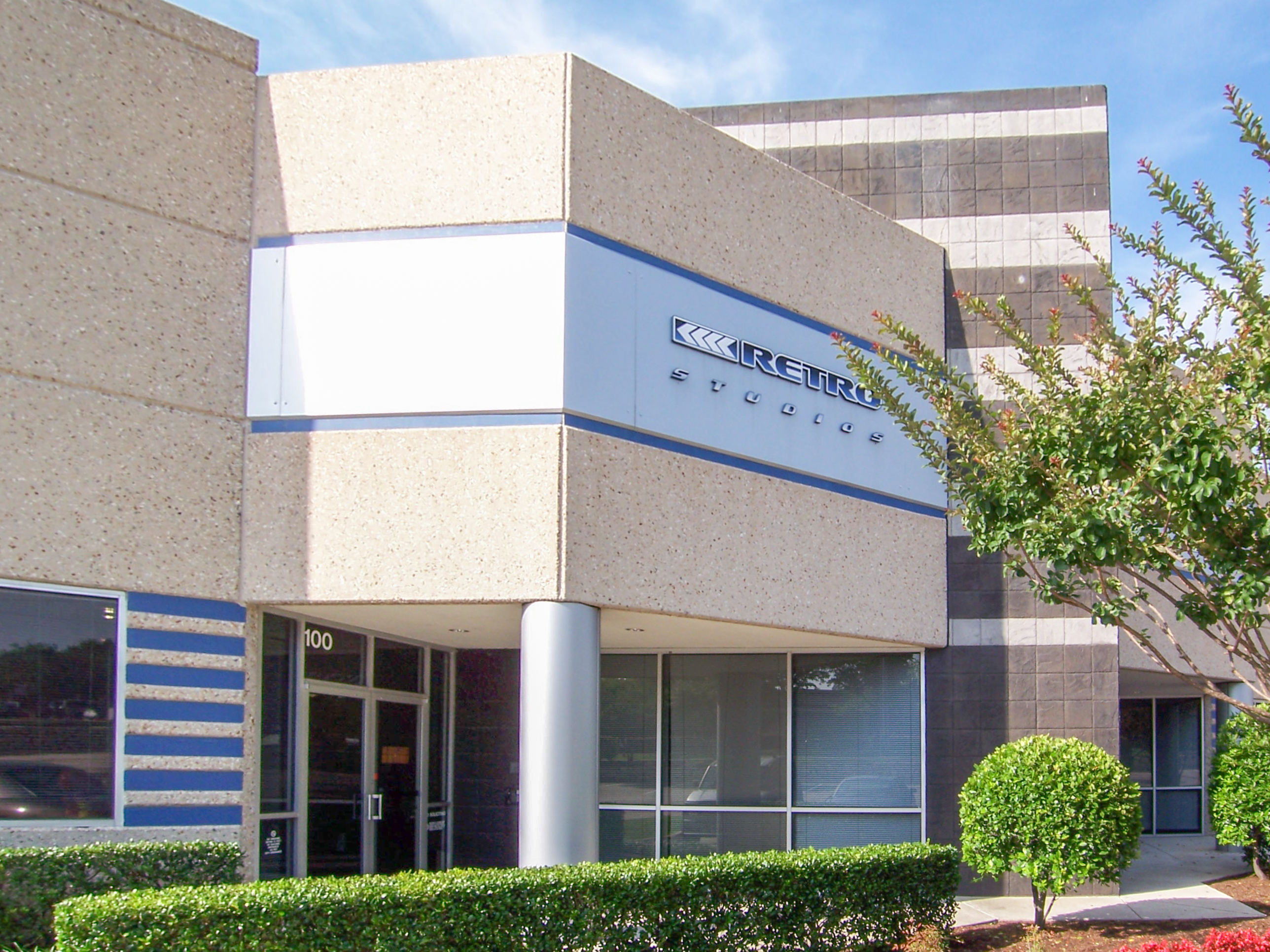
Sede de Retro Studios.

Retro Studios fue fundada en octubre de 1998, por un acuerdo entre Nintendo y el fundador de Iguana Entertainment Jeff Spangenberg. Nintendo esperaba que Retro pudiera proporcionar a la futura Nintendo GameCube juegos para un mercado demográfico enfocado a los adultos, ya que Iguana Entertainment había desarrollado la exitosa serie Turok para Nintendo 64. Después de establecer las oficinas en Austin, Texas en 1999, Retro comenzó a planificar cuatro proyectos para GameCube, a pesar de no tener todavía los kits de desarrollo. De la plantilla inicial de 25 personas, la mayoría antiguos empleados de Iguana, la empresa creció hasta los 120 empleados al momento del inicio de los proyectos, teniendo plazas de hasta 200 empleados.
Sin embargo, el ambiente de trabajo era caótico: los equipos de desarrollo se ignoraban entre ellos y por ende, no se ponían de acuerdo para alcanzar los objetivos fijados por Nintendo. Diversos empleados de la matriz japonesa visitaron las oficinas de Retro varias veces ese año, siendo generalmente críticos con el desarrollo del proyecto. En el año 2000, el productor Shigeru Miyamoto visitó el estudio, y aunque aclaró que los juegos en desarrollo no eran de su agrado, sugirió que Retro podría desarrollar un nuevo título de la serie de Metroid, considerando que el estudio podría manejar bien la licencia de esos juegos, pues quedó impresionado después de ver un prototipo de un motor destinado a un juego de disparos en primera persona de su creación. Pocas semanas después del Space World del 2000, Nintendo concedió a Retro la licencia para Metroid, siendo cancelado el videojuego de acción-aventura que estaba en desarrollo, y moviendo a todo el equipo hacia Metroid Prime.
En febrero del 2001, se despidieron a 100 empleados y se cancelaron dos juegos, un simulador de fútbol americano y otro de combates vehiculares. En julio de 2001, el desarrollo de un videojuego de rol llamado Raven Blade llegó a su fin, convirtiendo a Metroid Prime en el único juego en desarrollo. 26 personas que trabajaban en el juego fueron despedidas, y otros 9 empleados se unieron al grupo de desarrollo de Prime. El 2 de mayo de 2002, Nintendo aseguró un millón de dólares en acciones para Retro Studios, las cuales eran propiedad de Spangenberg, lo que convirtió a Retro en propiedad de Nintendo. Spangenberg tuvo un rol muy polémico como presidente, apareciendo raramente a trabajar, descuidando la supervisión de los proyectos de la empresa, y teniendo fotos suyas con mujeres semidesnudas alojadas en una web registrada a una dirección de correo de Retro Studios. Su sustituto en la presidencia fue Steve Barcia, el fundador de Simtex que se unió a Retro como el vicepresidente de desarrollo de productos.
Durante los nueve últimos meses del desarrollo de Metroid Prime, el equipo de Retro trabajó de 80 a 100 horas semanales para alcanzar el proyecto impuesto por Nintendo. A pesar de su complicado desarrollo y una recepción principal mixta por parte de los fanes, Prime se lanzó el 17 de noviembre de 2002 en Estados Unidos y Canadá y alcanzó una buena acogida por los críticos y obtuvo buenas ventas, logrando comercializar dos millones de copias a nivel mundial.

### 2003–2008: Las secuelas deMetroid Prime
Después del éxito que había generado Metroid Prime, Nintendo ofreció a Retro Studios la oportunidad de hacer una secuela. El equipo de desarrollo decidió no reciclar las características del primer juego para añadirlas a Metroid Prime 2: Echoes, por lo que en su lugar crearon nuevos modelos de sonido, efectos de armas y diseños gráficos. También se incluyó un nuevo modo multijugador. En abril de 2003, Steve Barcia abandonó Retro. Michael Kelbaugh, quien había trabajado para Nintendo durante más de 15 años, fue nombrado presidente, cargo que aún conserva. Durante el desarrollo, Retro intentó incluir algunos extras, como una versión oculta de Super Metroid, pero la idea fue desechada ya que el corto tiempo que se disponía para el desarrollo no lo permitía. El productor del juego Kensuke Tanabe reveló en una entrevista posterior que el juego solo estaba completado a un 30% tres meses antes de la fecha impuesta por Nintendo, que era la época navideña de 2004. Tras el lanzamiento, la recepción de Metroid Prime 2: Echoes fue muy positiva, pero su elevada dificultad fue el foco de diversas quejas. Las ventas de Echoes fueron más bajas en comparación de Prime, con un total de 800 000 copias.
Retro Studios comenzó entonces el desarrollo de la nueva entrega en la serie Prime, titulada Metroid Prime 3: Corruption. Retro quiso otorgar a Metroid Prime 3: Corruption entornos más grandes que los de Metroid Prime 2: Echoes, y permitir que el juego corriera a 60 imágenes por segundo. Los desarrolladores también mostraron interés en usar la característica WiiConnect24 para añadir contenido adicional al juego, que sería descargado desde Internet. Retro anunció que Corruption sería la última entrega de la serie Prime y tendría un argumento "sobre el fin, en el contexto de una lucha épica". Después de la presentación del Mando de Wii, Nintendo demostró como Metroid Prime 3 se beneficiaría del nuevo mando con una versión modificada y rediseñada para Wii de Echoes, que fue mostrada en el Tokyo Game Show de 2005. Aunque originalmente se intentó que el título saliera a la par con la consola, en noviembre de 2006, Corruption sufrió diversos retrasos, siendo lanzado finalmente el 27 de agosto de 2007 llevándose críticas positivas, y vendiendo 1,60 millones de copias mundialmente.
Ya que Retro estaba ocupada con el desarrollo de las secuelas de Prime, decidieron dejar el desarrollo del título para Nintendo DS Metroid Prime Hunters en manos del equipo Nintendo Software Technology (NST), quienes trabajaron conjuntamente con Retro para diseñar el apartado gráfico y los personajes, para asegurarse de que encajan respecto a la serie.

### 2009–presente:Donkey Kong Country Returns,Mario Kart 7y futuros proyectos

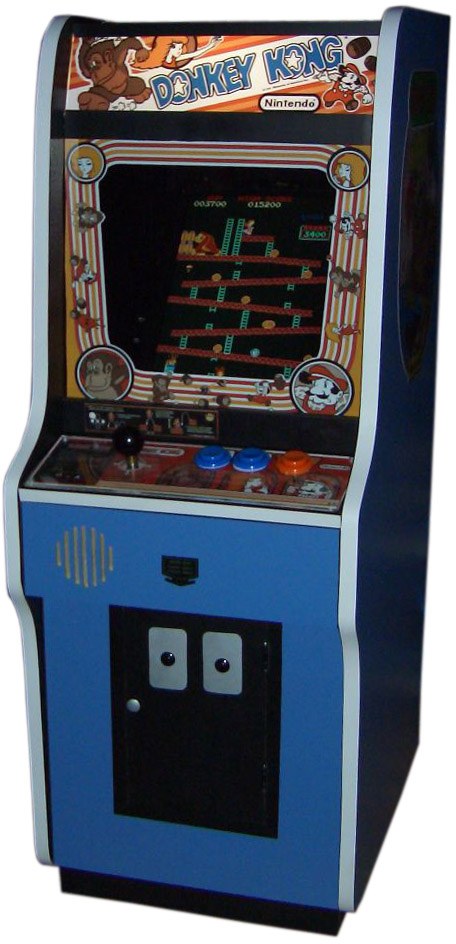
Retro "revivió" la saga Donkey Kong con Donkey Kong Country Returns. En la imagen, recreativa del juego original.

En 2004, cuando Retro Studios estaba finalizando Echoes, el productor Bryan Walker sugirió al presidente de Retro, Michael Kelbaugh, "hacer algo para los fans incluyendo toda la trilogía en una CD creando una edición para coleccionistas". Kelbaugh hizo llegar la propuesta a Nintendo, siendo aceptada. La compilación, titulada Metroid Prime: Trilogy, se comenzó a desarrollar poco después del lanzamiento de Corruption y llegó al mercado en 2009.
En abril de 2008, Retro vio como tres desarrolladores claves, el diseñador Mark Pacini, el director de arte Todd Keller y el principal ingeniero de tecnología Jack Mathews, abandonaban la empresa para fundar la suya, Armature Studio. Sobre el mismo tiempo, Shigeru Miyamoto le preguntó a su compañero y productor Kensuke Tanabe por un estudio que pudiera desarrollar un nuevo juego de la saga Donkey Kong, y Tanabe recomendó Retro, ya que Kelbaugh había trabajado en la saga Donkey Kong Country mientras trabajaba en Nintendo of America, y había mostrado interés en continuar con la franquicia. Retro aceptó el proyecto, y comenzó entonces el desarrollo de Donkey Kong Country Returns. Al igual que New Super Mario Bros., el juego fue desarrollado con el fin de provocar nostalgia en quien lo juegue, gracias a su estilo gráfico y sonido, mientras se intenta proporcionar nuevas experiencias de juego. Returns usa gráficos 3D completamente poligonales con una cantidad de texturas y polígonos tres veces mayor a la que se usó en Corruption, y durante el transcurso de seis meses, dos tercios de las herramientas y del motor del juego tuvieron que ser reescritas por los programadores. El desarrollo se aceleró a comienzos de 2010, y el proyecto "pareció tomar forma" a medida que se acercaba el E3, momento en el que se reveló públicamente. A pesar de que se había previsto lanzar el juego en otoño de ese año, el equipo todavía tenía 70 niveles por crear o retocar. Al terminar el desarrollo de Returns, otros dos trabajadores abandonaron Retro, los diseñadores Kynan Pearson y Mike Wikan, quienes se fueron a 343 Industries e id Software, respectivamente. En el E3 2011, se anunció durante una mesa redonda de desarrolladores que Retro Studios estaba ayudando en el desarrollo de Mario Kart 7 para Nintendo 3DS. En un principio Retro ayudaría aportando material para los niveles basados en Donkey Kong, pero terminaron diseñando los 16 circuitos clásicos —circuitos ya aparecidos en otros juegos de la serie que se actualizan gráficamente para aparecer en una nueva entrega— del juego hacia las fases finales del desarrollo, ya que el equipo de Nintendo EAD comenzó a trabajar en otros proyectos, ya que sin Retro el juego no podría haber llegado al tope marcado en diciembre de 2011.
Retro ha recibido un kit de desarrollo de Wii U, y ya han avisado que están trabajando en "un proyecto que todos quieren que hagamos". Miyamoto ha manifestado su intención de trabajar con Retro en una entrega de la saga Legend of Zelda, sin embargo, comunica que el juego en que está trabajando el estudio no pertenece a esa serie. También se sabe que Retro ha contratado empleados provenientes de Naughty Dog, creadores de la serie Uncharted, id Software y Vigil Games, creadores de Darksiders. Recientemente Miyamoto ha mencionado en una entrevista que Retro sería el indicado para una nueva entrega de Metroid para la consola Wii U.

## Recepción
Retro Studios ha recibido críticas positivas por sus juegos. En GameRankings, Prime es el séptimo juego con la puntuación más alta, con una media del 96,30% (a junio de 2010), haciéndolo el juego más aclamado de la sexta generación. Prime también apareció en diversas listas: obtuvo el puesto 24 en la lista de IGN de los 100 mejores juegos de la historia, fue 29.º de 100 en una lista hecha por los usuarios de GameFAQs, y 10.º en la lista de Nintendo Power "Los mejores 200 juegos de Nintendo". GameSpy lo eligió como el tercer mejor juego de GameCube, detrás de The Legend of Zelda: The Wind Waker y Resident Evil 4, mientras que IGN lo colocó primero en una lista similar. Nintendo Power lo calificó como el sexto mejor juego de los años 2000.
Metroid Prime: Trilogy tiene una media de 91 sobre 100 en Metacritic y 92,27 sobre 100 en GameRankings. GamesRadar lo elogió por ser una compilación de tres grandes juegos por el precio de uno. IGN le otorgó a la trilogía una puntuación de 9,5 sobre 10, citando el buen modo de juego y la brillante presentación, mientras NGamer UK habló favorablemente de la cantidad de juego correspondiente a cada euro invertido. Blast Magazine le dio a la trilogía un 9,7 sobre 10 nombrando que era la "versión definitiva de cada juego en la trilogía Prime". Vandal le dio un 9,6 sobre 10, calificando la trilogía en sí como "uno de los paquetes más interesantes que se pueden conseguir en el mercado", y calificando los juegos como "de calidad indiscutible, que suman unas 80 horas de juego entre los tres".
Donkey Kong Country Returns ha recibido críticas positivas. Actualmente tiene una media del 88% en GameRankings y Metacritic.

### Ventas
Metroid Prime se convirtió en uno de los juegos de GameCube mejor vendidos. Fue el segundo juego mejor vendido durante noviembre de 2002 en Estados Unidos y Canadá, por detrás de Grand Theft Auto: Vice City, y vendió 250.000 unidades en solo una semana. Desde entonces, el juego ha vendido 1,49 millones de copias solo en América, generando más de 50 millones de dólares en ingresos. También es el octavo juego de GameCube mejor vendido en Australia. También vendió más de 78.000 copias en Japón, y más de 250.000 en Europa, entrando por ello en la línea de juegos Player's Choice para la región PAL. Echoes vendió 470.000 copias en Estados Unidos y Canadá en 2004, y un total de 40.000 en Japón. En agosto de 2009, el juego había vendido globalmente 800.000 copias. 
A pesar de haberse lanzado el 27 de agosto, Corruption fue el quinto juego mejor vendido del mes, con 218.100 copias vendidas. También debutó en el quinto puesto en listas japonesas, con 34.000 unidades en su primera semana. En 2007 se vendieron más de un millón de copias del juego, y a marzo de 2008, se habían vendido 1,31 millones de copias.
Donkey Kong Country Returns debutó en las listas japonesas en un tercer puesto, con 163.310 copias vendidas, y vendiendo 638.305 copias en Japón a 2 de enero de 2011. En Estados Unidos y Canadá, el juego debutó en una sexta posición, con 430.470 copias vendidas. Hacia el final de 2011, Donkey Kong Country Returns había vendido 4,96 millones de copias mundialmente.

### Premios
En el año 2003 Prime fue seleccionado por IGN como el mejor juego del año anterior para GameCube, galardón también entregado por otras publicaciones, como GameSpot, GameSpy, o Nintendo Power. Además quedó en segunda posición en la lista de los mejores juegos de ese año según IGN. Ya en 2006, la misma revista lo calificó como el 24.º mejor juego de siempre, quedó el 29.º de 100 en una lista hecha por los usuarios de GameFAQs, y finalizó 10.º en la lista de los mejores 200 juegos de Nintendo publicada en Nintendo Power'. GameSpy lo calificó como el tercer mejor juego de GameCube, detrás de The Legend of Zelda: The Wind Waker y Resident Evil 4, mientras que IGN lo posicionó primero en una lista similar. Nintendo Power lo nombró como el sexto mejor juego de la década de los 2000.
Echoes ganó un premio en casi todas las categorías en las que fue nominado en los premios de la revista Nintendo Power de 2004, y fue calificado como el mejor juego de GameCube del 2004 por IGN, Electronic Gaming Monthly y GameSpy. Fue calificado como el 174.º mejor juego aparecido en una consola de Nintendo en la lista de los 200 mejores juegos de Nintendo Power, el 74.º mejor juego según los usuarios de GameFAQs, el 15.º mejor juego de GameCube según IGN, y el 13.º mejor juego según GameSpy.
Hunters también recibió diversos premios, pero fueron menores en comparación con los juegos de sobremesa. En los premios a lo mejor de 2006, IGN lo calificó como "elección de los editores" y le otorgó el premio al "mejor juego de acción para DS" de ese año. El juego también recibió premios desde Nintendo Power, quienes le dieron premios en las categorías de "mejores gráficos", "mejor juego de disparos y acción" y "mejor funcionalidad Wi-Fi".
En los premios a lo mejor de 2007 de IGN, Corruption obtuvo los galardones a mejor juego de aventura de Wii, mejor diseño artístico, y mejor juego de aventura en general. GameSpy lo calificó como el segundo mejor juego de Wii del año, detrás de Super Mario Galaxy, y lo elogió por ser una mejor innovación para Wii.
Al seleccionar los mejores juegos de 2010, IGN otorgó a Donkey Kong Country Returns los premios a las categorías "mejor diseño Retro" y "más desafiante". Game Informer lo calificó como "Juego del mes" en diciembre de 2010, aclamándolo como "uno de los mejores plataformas que hemos jugado". La misma publicación lo eligió posteriormente como el "mejor plataformas" y el "mejor exclusivo de Wii" del año 2010.

## Juegos desarrollados
El listado completo de juegos desarrollados por Retro Studios se puede consultar en el anexo enlazado. 

### Proyectos cancelados
Retro Studios estuvo desarrollando varios juegos para Nintendo GameCube que finalmente fueron cancelados. El lento proceso de desarrollo y la oportunidad de encargarse del siguiente título de la saga Metroid después de Super Metroid (Super Nintendo, 1994) fueron las principales causas de la cancelación.
- Un videojuego de acción-aventura llamado durante el desarrollo como "Action-Adventure". Generalmente se hicieron varios dibujos y se maquetó un motor en primera persona antes de la cancelación, cosa que inspiró a Shigeru Miyamoto a ceder a Retro la licencia de Metroid. El equipo de desarrollo pasó entonces a Metroid Prime.[3]
- Un juego de fútbol americano, NFL Retro Football. En un principio se quiso hacer un juego parecido a los Mario Football, pero Nintendo se decidió por un simulador realista con la licencia de la NFL a pesar de la intención de Retro de crear juegos más maduros.[3] El juego fue cancelado en febrero de 2001. Una posible causa fue que Electronic Arts y Sega aceptaron a llevar Madden NFL y NFL 2K a la GameCube.[8]
- Un juego de combates vehiculares —tipo de juego consistente en destruir vehículos controlados por la consola, mientras el personaje del jugador generalmente está equipado con armas u otros proyectiles—, con los títulos en desarrollo de Car Combat y Thunder Rally. Según Nintendo, el juego era una mezcla de "QuakeWorld, Twisted Metal 2 y Mario Kart 64, con matices de Mad Max y Street Fighter II." A pesar de ser el juego con el desarrollo más avanzado, fue cancelado junto con NFL Retro Football en febrero de 2001. Dos miembros del equipo de desarrollo, el programador David Kirsch y el modelador Rick Kohler, se unieron al equipo de Metroid Prime.[3]
- Un videojuego de rol, Raven Blade. El juego fue mostrado en el E3 de 2001, pero la producción estuvo plagada de contratiempos técnicos,[108] derivando en la cancelación del juego en julio de 2001 para que Retro se pudiera centrar en Metroid Prime. Nueve miembros del equipo de desarrollo se unieron a Prime.[9]

## Impacto Social
Debido a la calidad de sus juegos especialmente de la saga Metroid Prime, muchos consideran a Retro como la "sucesora espiritual" de Rare que fue adquirida en 2002 por Microsoft.